# Hatiya (Sankhuwasabha)
Hatiya (trl. Haṭiyā, trb. Hatija) – gaun wikas samiti we wschodniej części Nepalu w strefie Kośi w dystrykcie Sankhuwasabha. Według nepalskiego spisu powszechnego z 2001 roku liczył on 624 gospodarstw domowych i 3096 mieszkańców (1583 kobiet i 1513 mężczyzn).